# Tyrannidae
Tyrannidae sunt o familie de păsări paseriforme care se întâlnesc în America de Nord și de Sud. Sunt considerate cea mai mare familie de păsări, având peste 400 de specii. Familia cuprinde specii foarte variate ca formă, model, dimensiune și culoare, ele fiind în general asemănătoare cu muscicapidaele și cu pițigoii, ciocârliile, codobaturile și sfrânciocii din Lumea Veche. Tyrannidaele sunt păsări vioaie și curajoase, ele trăiesc atât în pădure cât și în parcuri și grădini; sunt bune zburătoare, au un cântec plăcut. Speciile mari: (Tyrannus, Pitangus) sunt foarte combative și atacă păsări mai mari, ce vin în apropierea cuiburilor lor. Speciile nordice migrează spre sud în anotimpul rece. Un caz aparte de dimorfism sexual îl prezintă genul Calopteryx, la care masculii au 4 remigii primare mai scurte decât femelele. 

## Distribuție și habitat
Păsările din această familie s-au răspândit în toate habitatele posibile, de la pădurile tropicale montane la pășunile aride din Patagonia și Anzi. În multe zone, ele sunt printre cele mai numeroase și mai vizibile păsări, deși cea mai mare diversitate se găsește în pădurile tropicale de joasă altitudine. Unele sunt puternic migratoare, câteva specii venind din America de Nord către regiuni mai calde în iernile boreale, altele deplasându-se spre nord în timpul iernii australe.

## Descriere
Cei mai mici membri ai familiei sunt Myiornis ecaudatus și Myiornis atricapillus strâns înrudite, din genul Myiornis. Aceste specii ating o lungime totală de 6,5–7 cm și o greutate de 4–5 g. După lungime, acestea sunt cele mai mici paseriforme de pe Pământ, deși unele specii de Sylviidae din Lumea Veche se pare că rivalizează cu ele prin masa corporală medie minusculă, dacă nu prin lungimea totală. Mărimea minusculă și coada foarte scurtă ale păsărilor din Myiornis le conferă adesea o asemănare cu o minge sau o insectă mică. Cea mai mare pasăre din familia Tyrannidae este Agriornis lividus cu 29 cm și 99,2 grame. Câteva specii au o lungime totală mai mare – până la 41 cm – dar acest lucru se datorează în principal cozilor lor extrem de lungi; Tyrannus savana are cele mai lungi pene de coadă dintre toate păsările cunoscute în raport cu dimensiunea sa (aceasta se referă la adevăratele pene de coadă, care nu trebuie confundate cu penele de coadă alungite, cum se observă la unele păsări din familia Phasianidae a galliformelor).

## Sistematică
Numele familiei provine de la o descriere timpurie a Tyrannus tyrannus de către naturalistul Mark Catesby în anii 1730. Carl Linnaeus a adoptat acest nume pentru întreaga familie Tyrannidae, deoarece a admirat munca lui Catesby.
Familia cconține 447 de specii împărțite în 104 genuri. Speciile din genurile Tityra, Pachyramphus, Laniocera și Xenopsaris au fost anterior plasate în această familie, dar dovezile au sugerat că aparțin propriei lor familii, Tityridae,  unde sunt acum plasate de SACC.
În conformitate cu clasificarea de referință (versiunea 14.1, 2024) a Congresului Ornitologic Internațional (în ordine alfabetică):
- Agriornis (5 specii)
- Alectrurus (2 specii)
- Anairetes (6 specii)
- Aphanotriccus (2 specii)
- Arundinicola (1 specie)
- Atalotriccus (1 specie)
- Attila (7 specii)
- Calyptura (1 specie)
- Camptostoma (2 specii)
- Capsiempis (1 specie)
- Casiornis (2 specii)
- Cnemarchus (2 specii)
- Cnemotriccus (1 specie)
- Cnipodectes (2 specii)
- Colonia (1 specie)
- Colorhamphus (1 specie)
- Conopias (4 specii)
- Contopus (16 specii)
- Corythopis (2 specii)
- Culicivora (1 specie)
- Deltarhynchus (1 specie)
- Elaenia (22 specii)
- Empidonax (14 specii)
- Empidonomus (1 specie)
- Euscarthmus (3 specii)
- Fluvicola (3 specii)
- Griseotyrannus (1 specie)
- Gubernetes (1 specie)
- Guyramemua (1 specie)
- Hemitriccus (22 specii)
- Heteroxolmis (1 specie)
- Hirundinea (1 specie)
- Hymenops (1 specie)
- Inezia (4 specii)
- Knipolegus (12 specii)
- Lathrotriccus (2 specii)
- Legatus (1 specie)
- Leptopogon (4 specii)
- Lessonia (2 specii)
- Lophotriccus (4 specii)
- Machetornis (1 specie)
- Mecocerculus (6 specii)
- Megarynchus (1 specie)
- Mionectes (7 specii)
- Mitrephanes (2 specii)
- Muscigralla (1 specie)
- Muscipipra (1 specie)
- Muscisaxicola (12 specii)
- Myiarchus (22 specii)
- Myiodynastes (5 specii)
- Myiopagis (9 specii)
- Myiophobus (8 specii)
- Myiornis (4 specii)
- Myiotheretes (4 specii)
- Myiotriccus (1 specie)
- Myiozetetes (4 specii)
- Nengetus (1 specie)
- Neopipo (1 specie)
- Neoxolmis (4 specii)
- Nephelomyias (3 specii)
- Nesotriccus (5 specii)
- Ochthoeca (9 specii)
- Ochthornis (1 specie)
- Oncostoma (2 specii)
- Ornithion (3 specii)
- Phelpsia (1 specie)
- Philohydor (1 specie)
- Phyllomyias (14 specii)
- Phylloscartes (16 specii)
- Piprites (3 specii)
- Pitangus (1 specie)
- Platyrinchus (7 specii)
- Poecilotriccus (12 specii)
- Pogonotriccus (7 specii)
- Polystictus (2 specii)
- Pseudelaenia (1 specie)
- Pseudocolopteryx (5 specii)
- Pseudotriccus (3 specii)
- Pyrocephalus (3 specii)[Note 1]
- Pyrope (1 specie)
- Pyrrhomyias (1 specie)
- Ramphotrigon (4 specii)
- Rhynchocyclus (5 specii)
- Rhytipterna (3 specii)
- Satrapa (1 specie)
- Sayornis (3 specii)
- Serpophaga (5 specii)
- Silvicultrix (5 specii)
- Sirystes (4 specii)
- Stigmatura (3 specii)
- Sublegatus (3 specii)
- Suiriri (1 specie)
- Syrtidicola (1 specie)
- Tachuris (1 specie)
- Taeniotriccus (1 specie)
- Todirostrum (7 specii)
- Tolmomyias (7 specii)
- Tumbezia (1 specie)
- Tyrannopsis (1 specie)
- Tyrannulus (1 specie)
- Tyrannus (13 specii)
- Uromyias (2 specii)
- Xenotriccus (2 specii)
- Xolmis (2 specii)
- Zimmerius (15 specii)

## Galerie

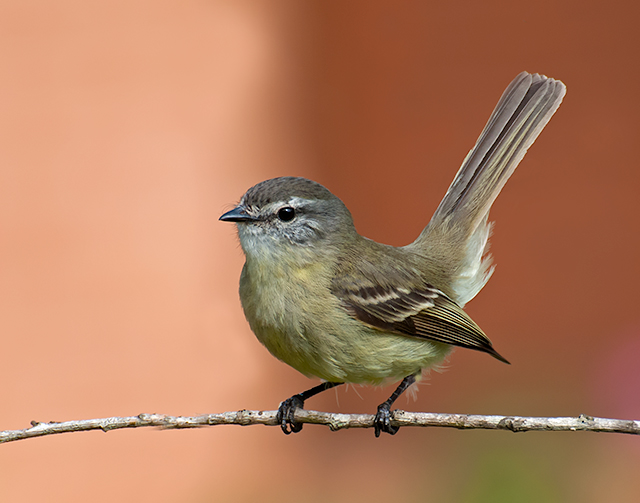
Phyllomyias fasciatus
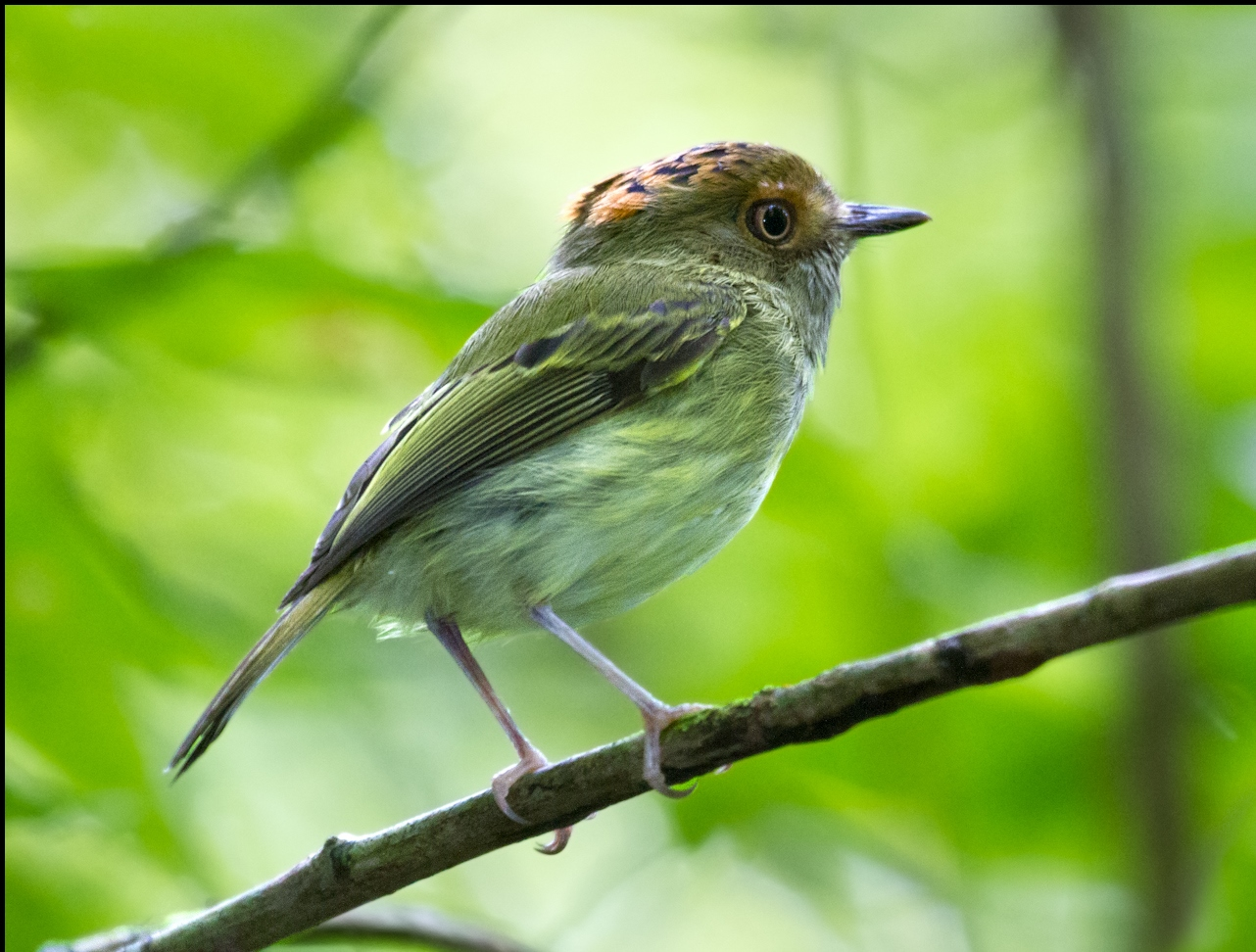
Lophotriccus pileatus
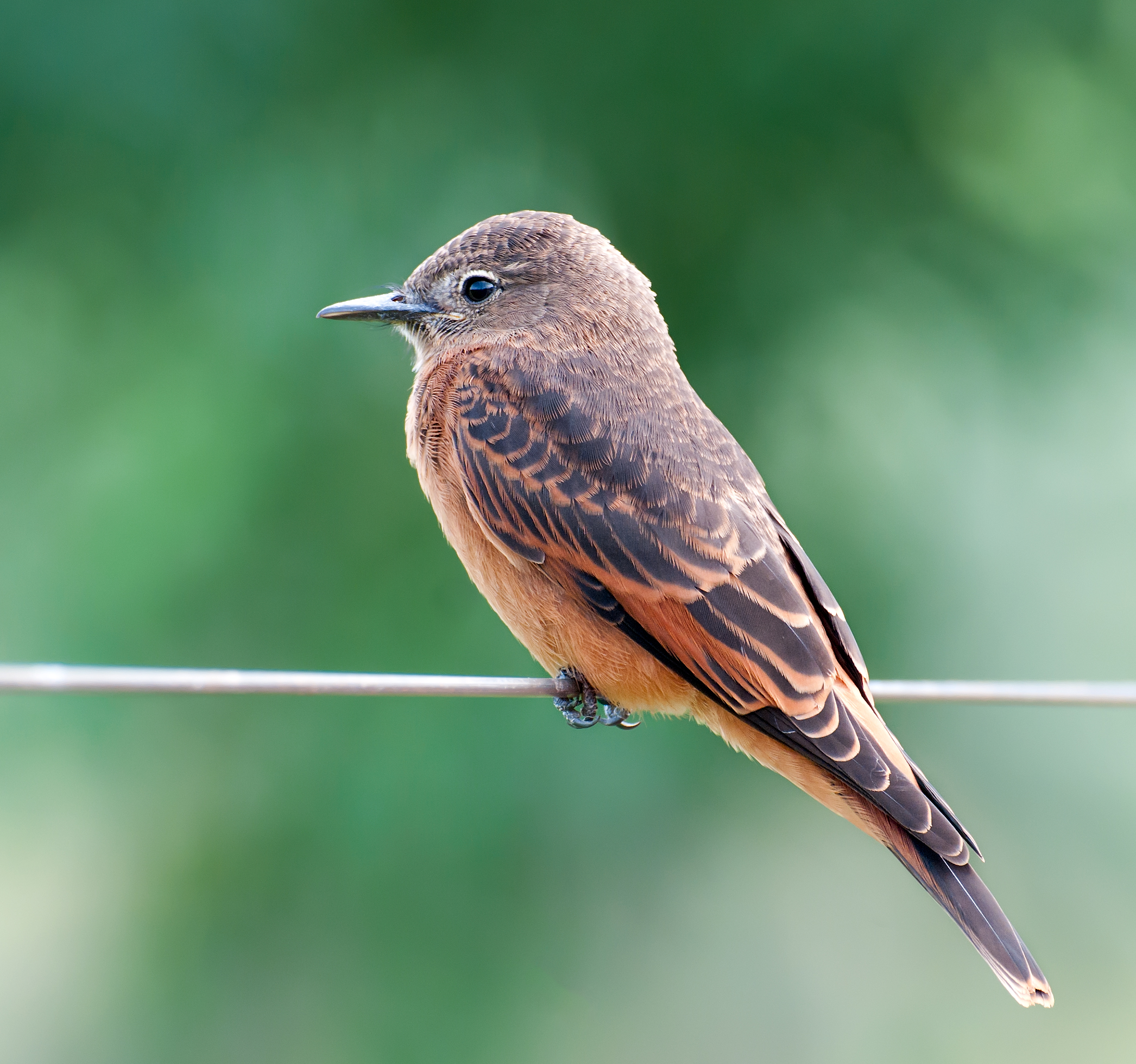
Hirundinea ferruginea
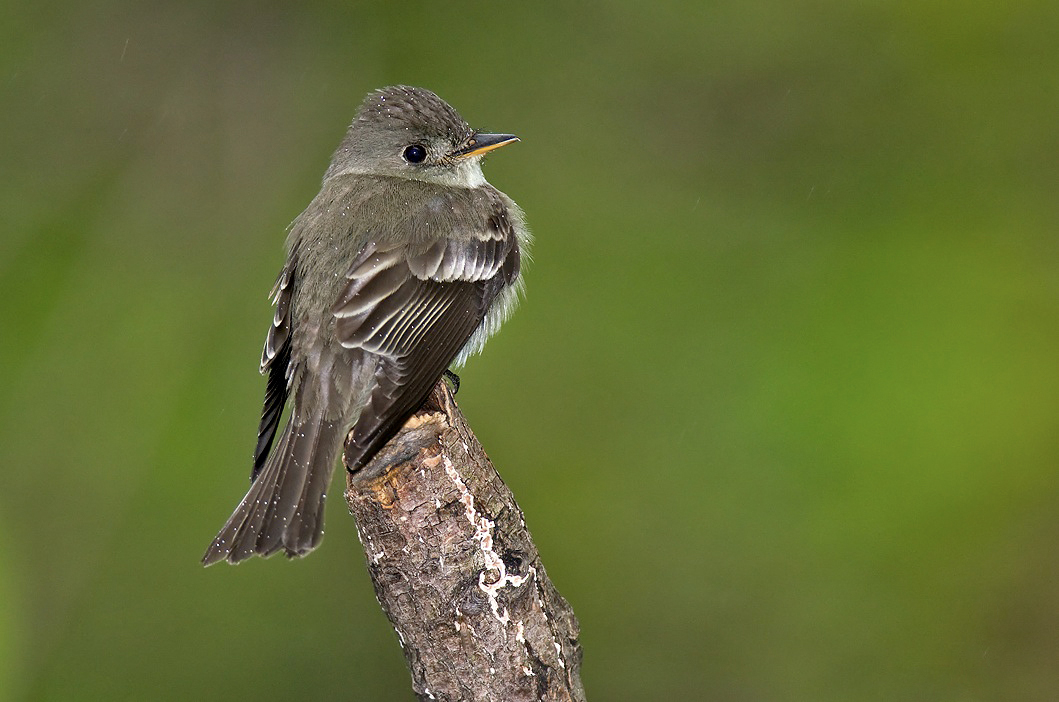
Empidonax virescens
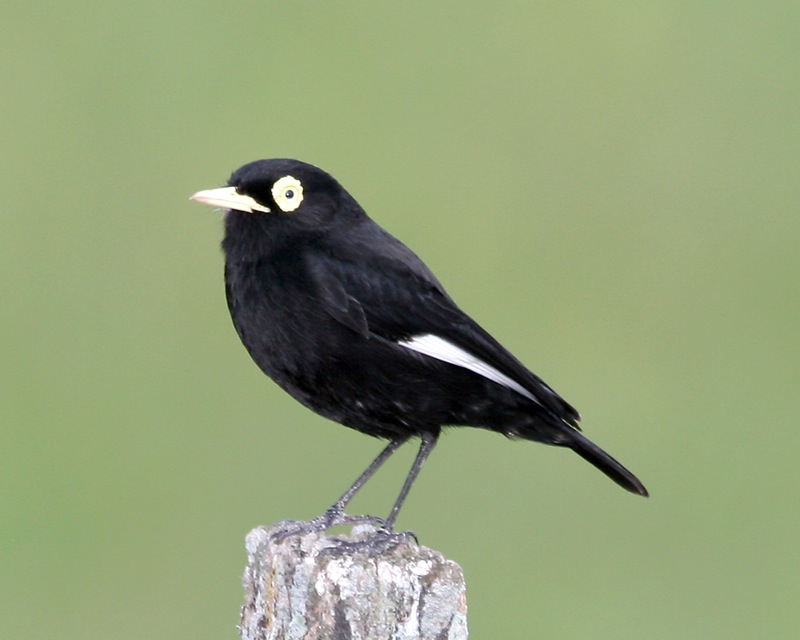
Hymenops perspicillatus
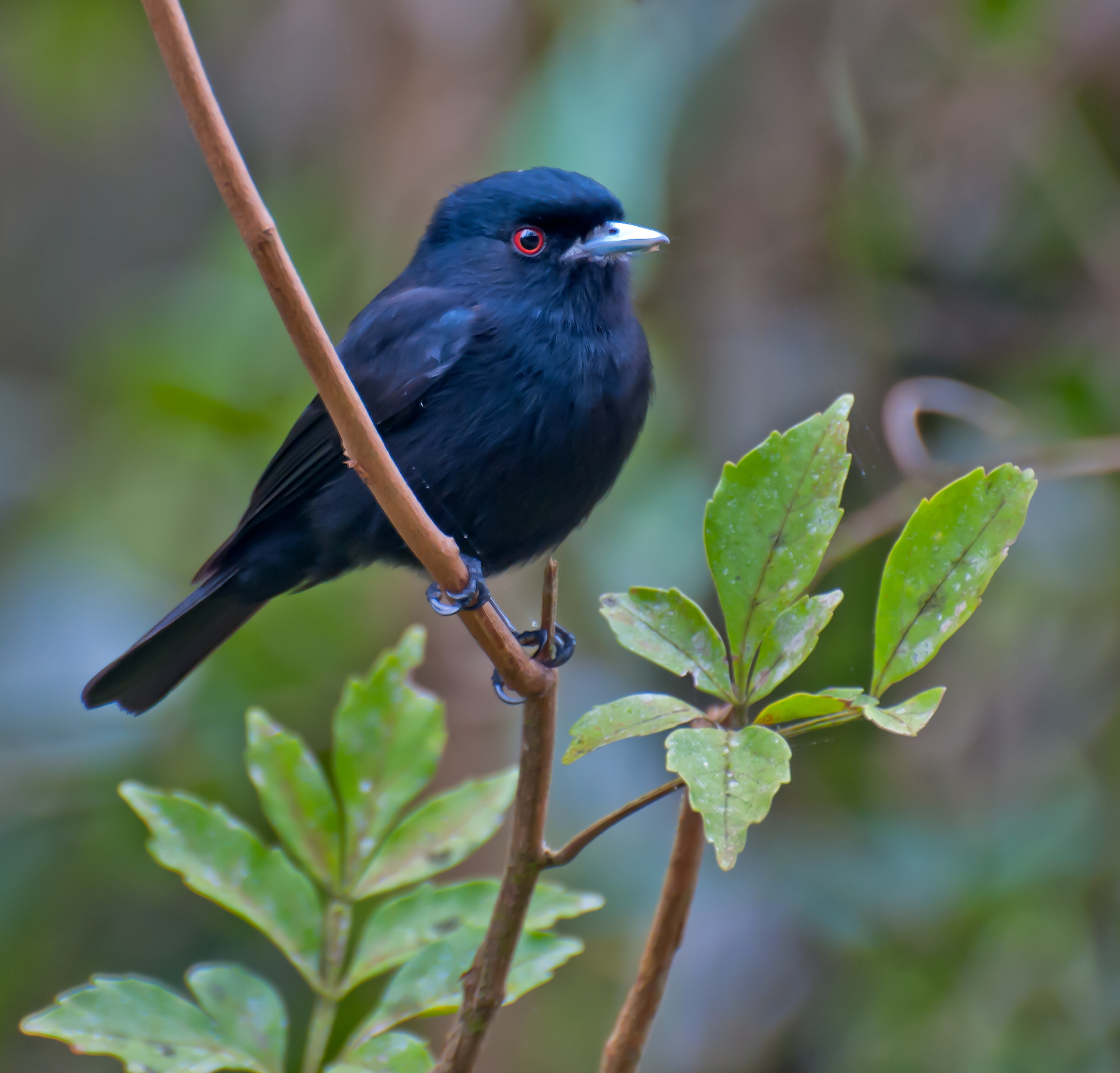
Knipolegus cyanirostris
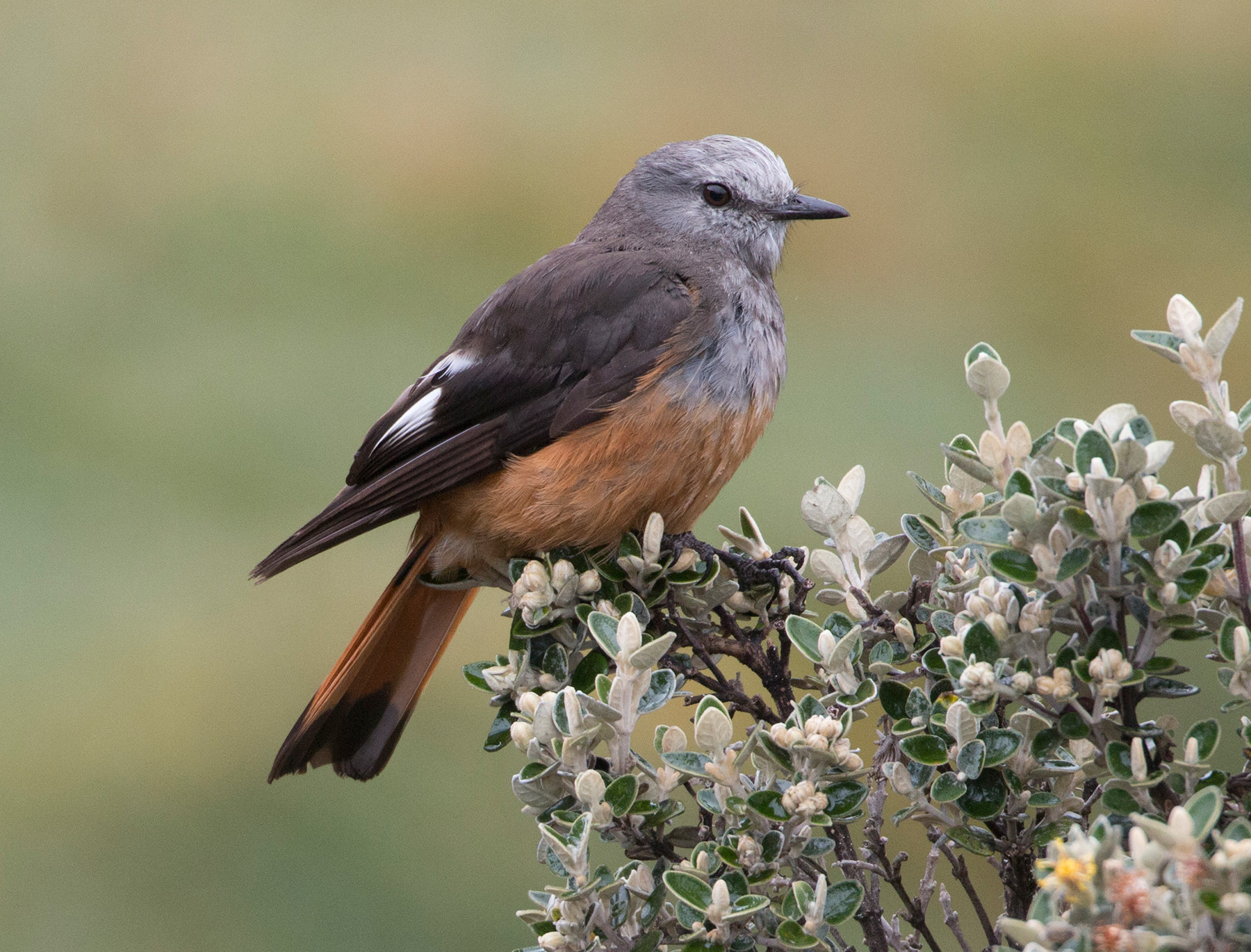
Cnemarchus erythropygius
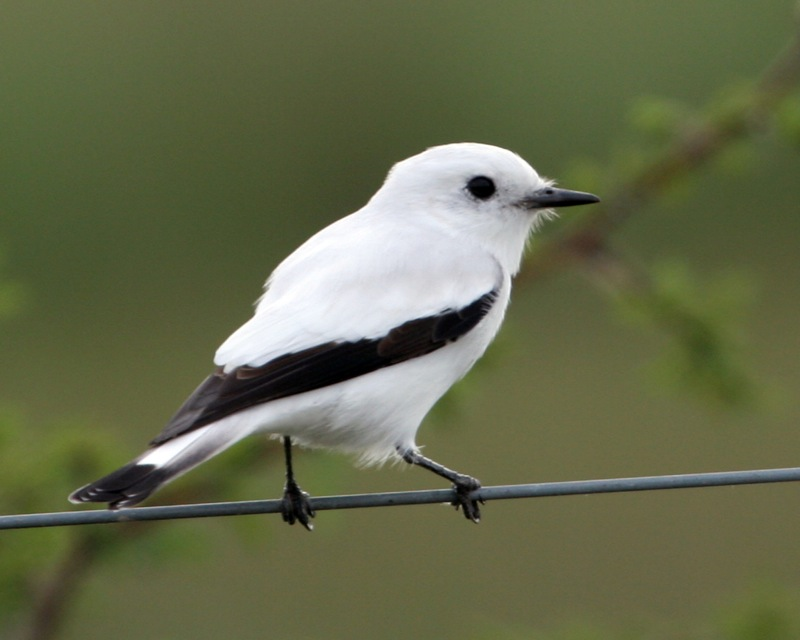
Xolmis irupero